# Peleʻioholani
 Ovo je glavno značenje pojma Peleʻioholani. Za druga značenja pogledajte Peleʻioholani (razdvojba).
Peleʻioholani [Peleioholani] (? - 1770.) bio je havajski visoki poglavica, 21. kralj otoka Kauaija te 22. kralj Oahua. 

## Životopis
Nije poznato kad je Peleʻioholani točno rođen. Nazvan je po božici vatre Pele.
Njegovi su roditelji bili kralj Kūaliʻi i kraljica Kalanikahimakeialiʻi, a djed mu je bio kralj Kauakahiakahoowaha.
Bio je brat kralja Kapiʻiohookalanija, koji je vladao Oahuom i princeze Kukuiaimakalani, koju je oženio i učinio kraljicom.

### Vladavina
Bio je vladar Oahua, Molokaija, Kauaija i Niihaua jer je pobijedio mnoge poglavice.

### Imena
Zvan je i Peleiholani, a James Cook ga je zvao Perreeorannee.

## Brakovi i djeca
Sa ženom zvanom Halakiʻi imao je sina Kūmahanu, a sa sestrom je dobio kćer Kalanipoʻo-a-Peleʻioholani. Imao je i kćer zvanu Keʻelaniʻihonuaiakama, a možda i kćer Kaʻapuwai, koja je bila majka kraljice Kamakahelei, vladarice Kauaija.